# Rhus magalismontana
Rhus magalismontana là một loài thực vật có hoa trong họ Đào lộn hột. Loài này được Sond. miêu tả khoa học đầu tiên.